# Club Atlético Patronato de la Juventud Católica
El Club Atlético Patronato de la Juventud Católica, conocido simplemente como Patronato, es una institución deportiva Argentina con sede en la ciudad de Paraná, Entre Ríos, fundada el 1 de febrero de 1914. Su principal disciplina es el fútbol, y actualmente su primer equipo masculino participa en la Primera Nacional, segunda categoría del Fútbol Argentino. 
Posee también un equipo alternativo que disputa la Liga Paranaense de Fútbol, la Copa Entre Ríos y también la Copa Túnel Subfluvial conformado por jugadores de las inferiores amateurs.
Cuenta además con otras disciplinas como básquet, sóftbol, vóley, patín artístico, tenis, hockey sobre césped, judo, taekwondo, entre otros.
El 6 de diciembre del 2015 obtuvo el ascenso a la Primera División de Argentina, categoría en donde permaneció durante siete temporadas consecutivas.
Patronato es una de las únicas cinco instituciones del fútbol argentino, junto a San Martín de Tucumán, Atlético Tucumán, Central Córdoba de Santiago del Estero y Talleres de Córdoba, en haber sido campeón de alguna competición oficial de la AFA por fuera del eje fundacional del ente rector comprendido por equipos del Área Metropolitana de Buenos Aires (AMBA) y de la provincia de Santa Fé.
Los clubes con los que tiene una clásica rivalidad deportiva son el Club Atlético Paraná, de la misma ciudad, con el que conforman el Clásico Paranaense y el Club Gimnasia y Esgrima (Concepción del Uruguay), con el que disputa el Clásico de la Provincia de Entre Ríos.

## Historia

### Comienzos

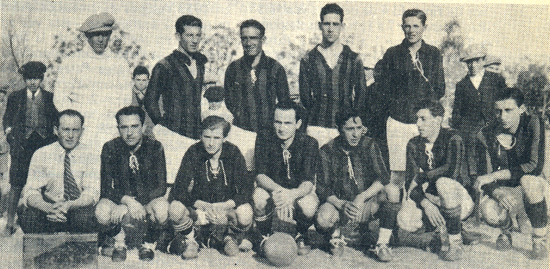
Equipo de Patronato que se consagró campeón invicto del Torneo 1927 de la Liga Paranaense de Fútbol. Parados: Florean, Zalazar, Saucedo, Ferreyra y Gaggión. Agachados: Calderón Hernández, Dapit, Monti, Alegre, Casalongue y González.

El Club Atlético Patronato de la Juventud Católica fue fundado el 1 de febrero de 1914 por el Padre Bartolome Grella, quién lo consideró como una eficaz herramienta para acercar a los niños del barrio a la catequesis. La primera cancha del club estaba ubicada en calle Andrés Pazos, en lo que hoy es el Círculo Católico de Obreros. En 1921, Patronato adquiere el terreno ubicado en calle Andrés Pazos y Misiones. Durante esa década Patronato se destaca en el fútbol paranaense, donde se pueden resaltar las campañas invictas de 1921, 1922, 1923, 1924 y 1927.
En 1931, el Padre Grella compra a la sucesión Gioria un terreno ubicado en calle 3 de febrero; levanta allí la capilla Santa Teresita con un frontón en la parte trasera y construye dos canchas de fútbol, una de medidas oficiales reglamentarias y otra más pequeña para tareas de entrenamiento; ésta cancha es inaugurada el 25 de mayo de 1932.

### Años 1940 y 1950: supremacía regional
En las décadas del '40 Patronato confirma su supremacía local obteniendo los título de campeón de la Liga Paranaense de Fútbol en los años 1942, 1943 y 1945 y participando de las copas de la República de los años 1943 y 1945. Mientras tanto, en 1949, adquiere los terrenos donde se encuentra emplazada la actual sede social y estadio de fútbol.
Los triunfos continúan durante la década de 1950 con la obtención de la liga local de 1950, 1953, 1954, 1955 y 1957. El 30 de mayo de 1956 se produce la inauguración del estadio con un partido amistoso contra Colón.
Durante la década de 1960 Patronato obtiene los campeonatos locales de 1960, 1965, 1968 y 1969. Participando, además, de los regionales clasificatorios al Nacional de Primera División en los años 1969 y 1970. En este último llega a la final y pierde contra Gimnasia y Esgrima de Jujuy.

### Torneo Nacional de Primera División
En los 70 obtiene el campeonato local de 1972 y 1977 y el clasificatorio de 1972. Participa del Torneo Regional 1973 y del Regional 1978. En esa época el Torneo Regional proveía de cuatro plazas para jugar en Primera División. Patronato consigue la clasificación luego de ganar el torneo en forma invicta. El camino hacia el campeonato estuvo marcado por las victorias consecutivas ante Gimnasia y Esgrima de Concepción del Uruguay, Libertad de Concordia, Bartolomé Mitre de Posadas, Benjamín Matienzo de Goya y luego ambas finales frente a Sportivo Patria de Formosa.

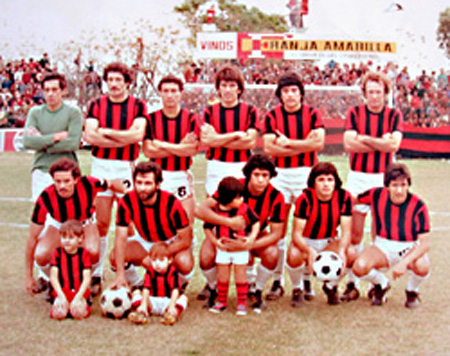
Equipo de Patronato campeón del Torneo Regional 1978, clasificando al Torneo Nacional de Primera División de ese año. Parados: Ibarra, Zeballos, Vicente, Lell, Sosa y Ríos. Agachados: Brunengo, Solanas, Pesoa, Díaz y Escobar.

En ese momento el Campeonato Nacional estaba conformado por 32 equipos, que se dividían en 4 zonas donde jugaban todos contra todos. Patronato forma parte del Grupo B, donde logra vencer a Unión de Santa Fe (cortándole un invicto de 24 partidos), Platense y Gimnasia y Esgrima de Mendoza, en calidad de local y a Chacarita Juniors de visitante, empatando con Platense, Huracán, Atlético Tucumán, Gimnasia y Esgrima de Mendoza y Chacarita Juniors. Mientras que es derrotado por Unión de Santa Fe, Huracán, Atlético Tucumán y por Boca Juniors en ambas ocasiones, luego de ir venciendo en “La Bombonera”. Finalmente terminá en el 5.º puesto con 13 puntos y no logra el objetivo de pasar a la siguiente ronda (los clasificados fueron Unión y Huracán).
En esta época no existía el sistema de ascensos y descensos sino que los equipos del interior debían ganar su plaza en Primera División todos los años en el Torneo Regional por lo que Patronato no volvió a jugar en primera al año siguiente.

### Años 1980 y 1990
Patronato obtiene los torneos Oficiales de 1984, 1988 y 1989, y participa del regional 1984, y de los torneos del Interior Clasificatorios para el Nacional “B” en las temporadas 1988/89 y 1989/90.
En los 90 y 2000 se adueña del Clasificatorio 1990, Clausura 1991, Apertura 1992, Clausura 1992, Apertura 1994, Clausura 1994, Clasificatorio 1995, Apertura 1998, Clausura 2000, Unidad 2002 Apertura y Clausura 2007 de la Liga Paranaense. Participó de los Torneos del Interior 1990/91; 1992/93; 1993/94 y 1994/95, desde ese año participó del Torneo Argentino A estando siempre cerca del ascenso.

### Torneo Argentino B
En la temporada 2007/08, el Patrón arrancó su participación en la Zona B, correspondiente a la Fase Inicial del certamen, en la cual sumó 57 puntos, gracias a 16 victorias, 9 empates y apenas 3 caídas. 
| Zona B                 |    |    |    |    |      |
| Equipo                 | PJ | PG | PE | PP | Pts. |
| Patronato              | 28 | 16 | 9  | 3  | 57   |
| Crucero del Norte      | 28 | 13 | 5  | 10 | 44   |
| Guaraní Antonio Franco | 28 | 12 | 8  | 8  | 44   |
| Juventud Unida         | 28 | 9  | 9  | 10 | 36   |
| Textil Mandiyú         | 28 | 9  | 7  | 12 | 34   |
| Chaco For Ever         | 28 | 8  | 8  | 12 | 32   |
| Colegiales             | 28 | 7  | 10 | 11 | 31   |
| Sol de América         | 28 | 8  | 4  | 16 | 28   |

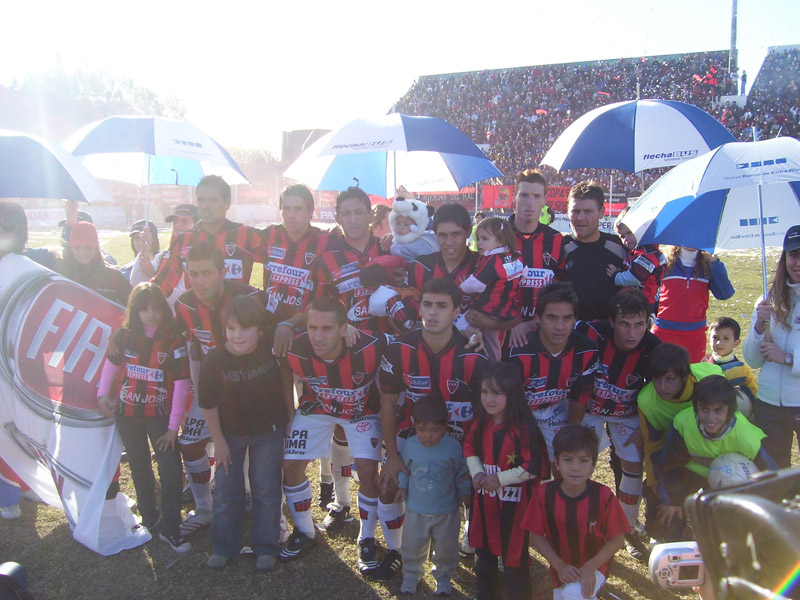
Equipo de Patronato campeón del Torneo Argentino B 2007/2008. Parados: Andrade, González, Muller, Graciani, Zubinikar y Bertoli. Agachados: Valverde, Prono, Gastaldi, Díaz y Bianchini.

El equipo conducido técnicamente por Edgardo Cervilla, accedió a la siguiente instancia, donde compartió la Zona B con Douglas Haig, Atenas y La Emilia, culminando esta Fase Final, una vez más en la cima, con 13 unidades, después de ganar 4 cotejos, igualar en uno y perder en el restante.
| Zona B       |    |    |    |    |      |
| Equipo       | PJ | PG | PE | PP | Pts. |
| Patronato    | 6  | 4  | 1  | 1  | 13   |
| Douglas Haig | 6  | 2  | 2  | 2  | 8    |
| Atenas       | 6  | 2  | 2  | 2  | 8    |
| La Emilia    | 6  | 1  | 1  | 4  | 4    |

Así, el Santo logró la clasificación a uno de los duelos decisivos, donde se enfrentó a Central Córdoba. El primer choque de la serie, jugado en Santiago del Estero, no tuvo emociones, y el resultado fue 0 a 0. La revancha se disputó en el estadio Presbítero Bartolomé Grella. Allí, el cuadro paranaense se quedó con el triunfo por la mínima (Cristian Díaz) y recuperó su plaza en el Torneo Argentino A.
| 8 de junio de 2008  | Central Córdoba | 0:0 | Patronato       | Estadio Alfredo Terrera, Santiago del Estero |
| 16 de junio de 2008 | Patronato       | 1:0 | Central Córdoba | Estadio Presbítero Bartolomé Grella, Paraná  |

### Torneo Argentino A
En la temporada 2009/10, Patronato terminó en la primera posición de su grupo durante la primera fase del Torneo Clausura, lo cual le permitió acceder al pentagonal de la segunda fase donde también terminó en la primera posición de su grupo. Patronato tuvo la defensa menos goleada del torneo (25 goles) y al goleador del mismo (Diego Jara con 26 goles). Gracias a estos resultados el equipo accedió a las semifinales donde derrotó a Cipoletti por 3-2 en los penales tras perder 3-1 de visitante y ganar por idéntico resultado de local. La final enfrentó a Patronato con Santamarina de Tandil, quien le había ganado previamente a Unión de Sunchales. Patronato gana los dos partidos (2-1 de visitante y 2-0 de local), logrando el ascenso a la B Nacional ante un público estimado en 20.000 espectadores.
| 16 de mayo de 2010 | Santamarina | 1:2 (1:0) | Patronato   | Estadio Municipal General San Martín, Tandil |
| 19 de mayo de 2010 | Patronato   | 2:0 (1:0) | Santamarina | Estadio Presbítero Bartolomé Grella, Paraná  |

### Primera B Nacional (2010-2015)
El debut de Patronato en la B Nacional fue el 8 de agosto de 2010, en Paraná, ante Belgrano de Córdoba. Ante 15.000 espectadores, Patronato derrotó a los cordobeses por 2 a 0, con goles de Julio Moreyra y Mariano Echagüe. En esa primera campaña en la segunda categoría del fútbol argentino, Patronato obtuvo 50 puntos y finalizó en la 13.ª posición sobre un total de 20 equipos, con su goleador Diego Jara.
Patronato hizo una buena temporada en 2011/12, cosechando 56 puntos. En esta temporada fue el único equipo que logró vencer a los 4 mejores equipos del torneo, River Plate (1-0), Quilmes (2-1), Instituto (3-1) y Rosario Central (1-0). También tuvo otras brillantes actuaciones ante otros rivales de larga trayectoria en la Primera División como Huracán (2-1) y Gimnasia y Esgrima de La Plata (2-0). Finalizó el campeonato en el sexto lugar por detrás de Boca Unidos y los cuatro equipos previamente mencionados. Tras la finalización del torneo, el entrenador Marcelo Fuentes decide no renovar su contrato y es reemplazado por la dupla conformada por Luis Medero y Claudio Marini.
El equipo es dirigido en el torneo 2012/2013 por Medero-Marini hasta la fecha 28 y luego por Diego Osella hasta el final del torneo, finalizando en la séptima posición con 56 puntos.
Durante la temporada 2013/2014 Patronato hace una de sus peores campañas en la B Nacional y termina en la posición 19 con 49 puntos. En diciembre de 2013, Osella renuncia al cargo para ocupar la banca de Colón y es reemplazado por Sergio Lippi.
En la temporada 2014 el Torneo de Primera B sufrió una reestructuración por única vez, por la cual los 20 equipos fueron divididos en 2 zonas y se otorgaron 10 ascensos con el objetivo de tener un torneo de Primera División con 30 plazas al año siguiente. Patronato compartió la Zona B con Unión de Santa Fe, Atlético Tucumán, Crucero del Norte y Huracán, entre otros equipos. Tras el fracaso de la temporada anterior, el club decide despedir a Lippi y contratatar a Marcelo Fuentes para que comience su cuarto ciclo como entrenador del equipo. Sin embargo, los 22 puntos que consiguió en 20 fechas solo le alcanzaron para ocupar el octavo puesto de su grupo, lejos de las 5 plazas de ascenso.

En diciembre de 2014 asume Iván Delfino como técnico del equipo. Poco después se confirman las contrataciones de Marcos Quiroga, Matías Garrido, Lucas Mazzulli, Diego Jara y Matías Bolatti. El equipo logra su mejor temporada en el Nacional B, manteniéndose como puntero durante 11 fechas en la segunda ronda hasta que el puesto le es arrebatado por Atlético Tucumán, que consigue el ascenso directo a Primera División. Patronato tuvo la mejor defensa del torneo con solo 24 goles en contra en 42 partidos y la segunda delantera más goleadora con 60 goles, lo cual le permitió quedarse con el segundo puesto con un total de 82 puntos. Los equipos ubicados del 2.º al 5.º puesto jugaron un torneo reducido por el ascenso a Primera División. Patronato jugó en primer lugar contra Instituto de Córdoba, empatando de visitante (1-1) y ganando de local (3-1). El duelo definitorio fue con Santamarina de Tandil que había vencido previamente a Ferrocarril Oeste. El primer partido se jugó en la cancha de Santamarina y terminó 3-1 a favor del equipo local. En el partido de vuelta, Patronato remontó el resultado y consiguió un 2-0 que le permitió acceder a la definición por penales donde se impuso por 6-5 tras una atajada de su histórico arquero Sebastián Bértoli y consumó su ascenso a Primera División.
|  | Semifinales          | Semifinales          | Semifinales          |   |                | Final                            | Final                            | Final                            |  |
|  | 19 y 25 de noviembre | 19 y 25 de noviembre | 19 y 25 de noviembre |   |                | 29 de noviembre y 6 de diciembre | 29 de noviembre y 6 de diciembre | 29 de noviembre y 6 de diciembre |  |
|  |                      |                      |                      |   |                |                                  |                                  |                                  |  |
|  |                      |                      |                      |   |                |                                  |                                  |                                  |  |
|  | Patronato            | 1                    | 3                    |   |                |                                  |                                  |                                  |  |
|  | Patronato            | 1                    | 3                    |   |                |                                  |                                  |                                  |  |
|  | Instituto            | 1                    | 1                    |   |                |                                  |                                  |                                  |  |
|  | Instituto            | 1                    | 1                    |   | Patronato (p.) | 1                                | 2 (6)                            |                                  |  |
|  |                      |                      |                      |   | Patronato (p.) | 1                                | 2 (6)                            |                                  |  |
|  |                      |                      | Ramón Santamarina    | 3 | 0 (5)          |                                  |                                  |                                  |  |
|  | Ferro Carril Oeste   | 2                    | Ramón Santamarina    | 3 | 0 (5)          | 0                                |                                  |                                  |  |
|  | Ferro Carril Oeste   | 2                    |                      |   |                | 0                                |                                  |                                  |  |
|  | Ramón Santamarina    | 2                    | 2                    |   |                |                                  |                                  |                                  |  |
|  | Ramón Santamarina    | 2                    | 2                    |   |                |                                  |                                  |                                  |  |
|  |                      |                      |                      |   |                |                                  |                                  |                                  |  |

### Primera División (2016-2022)
En diciembre renuncia Delfino como técnico de Patronato con el argumento de que no le gustaba la tarea de «tachar nombres y hacer una limpieza en el plantel después del compromiso moral que tuvo en el ascenso» y asume en Temperley. El 19 de diciembre de 2015 se confirma la contratación de Rubén Forestello como nuevo técnico del equipo. Durante su mando, el elenco entrerriano cosechó 13 éxitos, 16 empates y 20 derrotas, entre torneos locales y Copa Argentina. Patronato logra mantener la categoría las 2 siguientes temporadas bajo su conducción. Al término del contrato no renueva y asume como nuevo director técnico Juan Pablo Pumpido  (7 de julio de 2017). Pumpido estuvo 31 partidos al frente del equipo de Paraná, de los cuales ganó 8, empató 10 y perdió 13. Se marcha dejando a Patronato último y en zona de descenso.
Mario Sciaqua estuvo en la entidad paranaense durante un año y dos meses. En la última fecha del Campeonato de Primera División 2018-19 se asegura una temporada más en primera tras vencer a Argentinos Juniors. Finalmente termina alejándose por los malos resultados. Sciaqua dejó huella en Patronato, no solamente por la buena campaña de la SAF 2018/19, sino también por su compromiso con el club, donde se interesó por infraestructura, divisiones inferiores, charlas, promoción de juveniles, entre otros ítems. Lo sucedieron, de forma interina, Martín De León, acompañado por Gabriel Graciani.
Gustavo Álvarez asumió en el 'Patrón' en diciembre de 2019. Un año más tarde, la Comisión Directiva decidió dar por terminado su ciclo: los números no acompañaron el mandato de Álvarez al frente del equipo de Paraná, que sumó dos puntos sobre 21 unidades posibles en el certamen y apenas marcó un gol, mientras que recibió 11. Unos días más tarde, el club entrerriano anunció la llegada del nuevo DT, Iván Delfino, el mismo que lo ascendió a primera en 2015. Firmó hasta diciembre de 2021. En enero de 2021, Delfino comenzó su segundo ciclo al frente de Patronato. En esta etapa, dirigió 46 partidos, de los cuales perdió 22, ganó 12 e igualó la misma cantidad.
A días de la salida de Iván Delfino, y con el interinato de Gabriel Graciani, se confirmó a Facundo Sava como nuevo director técnico del club paranaense. Bajo la conducción del "Colo", el equipo alcanzó su mejor rendimiento en la Primera División Argentina, consiguiendo 40 puntos y finalizando en la 10ª posición. Durante su mandato, el conjunto paranaense logró victorias destacadas frente a Independiente, Boca Juniors y San Lorenzo. En la Copa Argentina, logró eliminar a River Plate en cuartos de final y a Boca Juniors en semifinales, tras haber dejado en el camino a equipos como Colón de Santa Fe (campeón en 2021) y Gimnasia de La Plata, y finalmente salir campeón ante Talleres de Córdoba.
Con un rendimiento general de 11 victorias, 7 empates y 9 derrotas, el equipo no pudo escapar de un promedio desfavorable. A pesar de nunca haber estado en el fondo de tabla en los últimos 4 años, el 14 de octubre de 2022, tras la victoria de Arsenal de Sarandí sobre Central Córdoba, el club descendió a la Primera Nacional. Un desenlace injusto para una campaña que, por momentos, dejó claro el potencial del plantel bajo la dirección de Sava.

### Copa Argentina 2022 y clasificación a la Copa Libertadores 2023
El 30 de octubre de 2022, Patronato consiguió su primer título al ganar la Copa Argentina 2022. El conjunto de Facundo Sava, venció por 1 a 0 a Talleres de Córdoba con un gol de Tiago Banega en el minuto 77 luego de ir a trabar una pelota fuera del área del equipo cordobés, en el estadio Malvinas Argentinas, de la ciudad de Mendoza. Previamente, había eliminado a Deportivo Morón, Colón, Gimnasia La Plata, River Plate y Boca Juniors. Además, el goleador del torneo fue su delantero Marcelo Estigarribia, con 4 tantos anotados. Este título le permitió clasificar a la Copa Libertadores 2023, competición en la cual le tocaría estar en el grupo H junto a Melgar, Olimpia y Atlético Nacional debutando ante este último el 5 de abril de 2023, con un resultado de 1-2. El 4 de mayo, hizo su primera victoria en la Copa Libertadores y como internacional al vencer 4-1 a Melgar, con dos goles de Juan Cruz Esquivel, uno de Sergio Ojeda, y el último de Mateo Levato.En la última fecha de dicha competición vencería a Atlético Nacional 1-0 con un tanto de Cristian González, esto derivó a que el patrón juegue la Copa Sudamericana por quedar en tercer puesto, por arriba de Melgar. En la Copa Sudamericana le tocó enfrentar a Botafogo. En el partido de ida el conjunto brasilero ganó 2-0 en Paraná y en el partido de vuelta empataron 1-1en Río de Janeiro, quedando de este modo fuera de la Copa Sudamericana.

## Uniforme
- Uniforme titular: Camiseta roja y negra, pantalón negro y medias rojas y negras.
- Uniforme alternativo: camiseta blanca, pantalón blanco y medias blancas.

El primer color utilizado por Patronato fue el azul oscuro, regalado en catorce camisetas de la tienda de los hermanos Bir. Se usaron hasta 1920 fecha en que el distintivo azul fue cedido al Club Argentino. Las primeras camisetas rojinegras se compraron en la tienda Del´Acqua. El entonces presidente, don Fortunato Calderón Hernández, envió a José Gaggión, Francisco Berraondo y Juan Rodríguez para buscar muestras que serían sometidas a la consideración de las autoridades del Club. El rojo y el negro obtuvieron la aprobación general y el Padre Grella eligió la actual indumentaria - franjas rojas y negras verticales - pues estos colores coincidían con los que representaban al equipo más popular del pueblo piamontés donde había nacido.
|  | 1914-1920 | 1920-Actualidad |

### Últimos diseños
- 2023

|  |  |  |  |

- 2022

|  |  |  |  |

- 2021-22

|  |  |  |  |

- 2021

|  |  |  |  |

- 2019-20

|  |  |  |

- 2018-19

|  |  |  |  |

- 2017-18

|  |  |  |  |

- 2016-17

|  |  |  |

- 2015-16

|  |  |  |

- 2014-15

|  |  |  |

- 2013-14

|  |  |  |

- 2011-12

|  |  |  |  |

### Indumentaria y Patrocinador
| Período       | Logo | Proveedor   |
| ------------- | ---- | ----------- |
| 1980–1984     |      | Texport     |
| 1985–1989     |      | Adidas      |
| 1989–1991     | -    | Way Sport   |
| 1991–1993     | -    | Team Foot   |
| 1993–1995     | -    | D-Tap       |
| 1995–1996     |      | Sportlandia |
| 1996–1998     |      | Puma        |
| 1998–1999     | -    | Zeus        |
| 1999–2001     |      | Mebal       |
| 2001–2002     |      | Diadora     |
| 2002–2004     | -    | Team Gear   |
| 2004–2005     | -    | RY          |
| 2005–2011     |      | Eneas       |
| 2011–2017     |      | Lotto       |
| 2017–2021     |      | Sport Lyon  |
| 2021-presente |      | Axfiu       |

| Período       | Logo | Proveedor                           |
| ------------- | ---- | ----------------------------------- |
| 1982–1989     | -    | El Diario de Paraná                 |
| 1989–1990     | -    | Aníbal Deportes                     |
| 1990–1991     | -    | SAPCB                               |
| 1992–1994     |      | Esco                                |
| 1994–1995     |      | Pepsi                               |
| 1995–1996     | -    | El Diario de Paraná                 |
| 1996–1998     | -    | Semanario Análisis de la Actualidad |
| 1998–1999     |      | Esco                                |
| 1999–2001     | -    | Johnson Acero                       |
| 2001–2002     | -    | El Diario de Paraná                 |
| 2002–2003     | -    | Diario Uno de Entre Ríos            |
| 2003–2004     | -    | El Diario de Paraná                 |
| 2004–2006     | -    | Viví Paraná Todo el Año             |
| 2006–2007     | -    | Johnson Acero                       |
| 2007–2008     |      | Carrefour Express                   |
| 2008–2012     | -    | Bazar El Entrerriano                |
| 2012–2021     |      | Banco Entre Ríos                    |
| 2022          |      | Esco                                |
| 2023–2024     |      | Banco Entre Ríos                    |
| 2025-presente |      | Esco                                |

| Período       | Patrocinador |
| ------------- | --- |
| 1989-1990     | Pepsi |
| 1990-1991     | Viva el Río en Paraná |
| 1994-1995     | Banco Municipal de Paraná |
| 1995-1996     | BERSA |
| 1998-1999     | Alpa Sima Editora |
| 1999-2001     | El Diario de Paraná |
| 2004-2006     | Johnson Acero / San José |
| 2006-2007     | San José / Schneider |
| 2007-2008     | Red Mutual / San José / Banco Entre Ríos / Johnson Acero                                                                                          |
| 2008-2010     | Banco Entre Ríos / San José / Red Mutual |
| 2010-2011     | Sidecreer / San José / Johnson Acero / Petropack                                                                                                  |
| 2011-2012     | Sidecreer / Honda Paraná / San José / Johnson Acero / Banco Entre Ríos / Petropack                                                                |
| 2012-2013     | Sidecreer / Honda Paraná / San José / Johnson Acero / Banco Entre Ríos                                                                            |
| 2013-2014     | Sidecreer / Honda Paraná / San José / Johnson Acero / SCE                                                                                         |
| 2014-2016     | Sidecreer / Honda Paraná / San José / Johnson Acero / SCE / Petropack                                                                             |
| 2016-2021     | Honda Paraná / Zenit Viajes / Johnson Acero / Esco / Petropack                                                                                    |
| 2021          | Esco / Zenit Viajes / Johnson Acero / Petropack                                                                                                   |
| 2022          | Red Mutual / ERWIN bet.ar / Zenit Viajes / Johnson Acero / Banco Entre Ríos / Schneider                                                           |
| 2023          | Red Mutual / Esco / Cremigal / Flecha Bus / Johnson Acero / Schneider                                                                             |
| 2024          | Esco / Audifarm Salud / Zenit Viajes / Johnson Acero / Schneider                                                                                  |
| 2025-presente | Red Mutual / Laboratorios Lafedar / Vision Motors / Audifarm Salud / Zenit Viajes / Johnson Acero / Mutual Modelo / Rivadavia Seguros / Schneider |

| Período       | Patrocinador                                                   |
| ------------- | -------------------------------------------------------------- |
| 2025-presente | Duracril Pinturas / Farmacia Villegas / Gobierno de Entre Ríos |

| Período       | Patrocinador                                           |
| ------------- | ------------------------------------------------------ |
| 2025-presente | SEDAPPER / Vino Toro / Banco Entre Ríos / Agua Nuestra |

## Instalaciones

### Estadio
Localizado entre las calles Grella, San Nicolás, Ayacucho y Churruarín de la ciudad de Paraná.
El estadio actual lleva por nombre Presbítero Bartolomé Grella, la inauguración se realizó el 30 de mayo de 1956 con un partido amistoso contra el Club Atlético Colón, partido que finalizó 3 a 1 con victoria para los visitantes, el gol de Patronato lo convirtió el capitán José Lambarri, de penal.
En 1968 con motivo de un partido amistoso con Boca Juniors (culminó con victoria de Boca 2 a 0) se inaugura la vieja tribuna de cemento sobre calle San Nicolás, con capacidad para 2500 personas.
En 1978 con motivo de la participación de Patronato en el Torneo Nacional de ese año, se construye la actual tribuna cabecera orientada hacia la calle Pro. Grella. (en aquel momento calle Suipacha) con capacidad para 3.000 personas, la cabecera visitante con capacidad para 1500 personas y las plateas para 1500 personas.
En el año 1999 a raíz del Congreso Misionero Latinoamericano (COMLA) se derriba la tribuna de calle San Nicolás y se construye la actual con capacidad para 15000 personas.
Posee un palco para autoridades e invitados especiales, baños en sector de plateas, palco, populares locales y visitantes. Siete cabinas de transmisión de radio y una para la voz del estadio.

### Predio «La Capillita»
Es un complejo de casi 5 hectáreas que posee el Club para la práctica del fútbol infantil y juvenil, ubicado entre las calles Antonio Bonell e Isaac Clariá, a metros de la Base de la II Brigada Aérea Argentina, en las afueras de la ciudad de Paraná.
Inaugurado el 1.º de mayo de 1997, el Predio cuenta con 6 canchas: 1 para la práctica del plantel profesional y los partidos de Reserva de Primera División, 1 para los partidos de Inferiores AFA/Primera División, 2 canchas de fútbol 11 para la práctica de divisiones infantiles y juveniles y 2 más sólo para fútbol infantil (todas con sistema de riego y drenaje).
Además, el Predio cuenta con baños, vestuarios con agua fría y caliente, un gimnasio de alto rendimiento, una tienda y un edificio administrativo.

### Predio La Catedral
El terreno consta de 3,5 hectáreas y está ubicado en calle Raúl Patricio Solanas, cercano al Túnel subfluvial Raúl Uranga-Carlos Sylvestre Begnis. El predio esta destinado al sóftbol, y cuenta con un estadio inaugurado en 2021 y demás espacio destinado al desarrollo de este deporte.

## Datos del club
- Participaciones internacionales: 2
  - Participaciones en Copa Libertadores de América: 1 (2023).
  - Participaciones en Copa Sudamericana: 1 (2023).
    - Mayor goleada a favor: Patronato 4 - 1 Melgar (2023).
    - Mayor goleada en contra: Melgar 5 - 0 Patronato (2023).

- Participaciones en 1.ª: 8
  - Temporadas en Primera División: 7 (2016, 2016-17, 2017-18, 2018-19, 2019-20, 2021, 2022).
  - Participaciones en Torneo Nacional: 1 (1978).
    - Mayor goleada a favor: Patronato 4 - 1 Gimnasia y Esgrima (LP) (2021).

- Temporadas en 2.ª: 9
  - Temporadas en la Primera B Nacional: 9 (2010-11, 2011-12, 2012-13, 2013-14, 2014, 2015, 2023, 2024, 2025).
    - Mayor goleada en contra: San Martín (SJ) 4 - 0 Patronato (2010-11).
    - Mayor goleada a favor: Patronato 6 - 0 Alvarado (2023).

  - Participaciones en el Torneo Regional[30]: 5 (1969, 1970, 1973, 1978, 1984).
    - Mejor ubicación: Ganador, clasificado al Torneo Nacional (1978).
    - Peor ubicación: Eliminado en 1.ª fase (1984).
- Temporadas en 3.ª: 16
  - Temporadas en Torneo del Interior: 7 (1988-89 - 1994-95)
  - Temporadas en Torneo Argentino A: 9 (1995-96 - 2001-02, 2008-09 - 2009-10).
    - Mayor goleada a favor: Ben Hur 2 - 7 Patronato (2009-10).
    - Mayor goleada en contra: Douglas Haig 6 - 1 Patronato (2001-02).
    - Mejor ubicación: Campeón (2009-10).
    - Peor ubicación: 16.º de 20 equipos (2001-02).
- Temporadas en 4.ª: 6
  - Temporadas en Torneo Argentino B: 6 (2002-03 - 2007-08).
    - Mayor goleada a favor: Atlético Hasenkamp 1 - 10 Patronato (2002-03).
    - Mayor goleada en contra: Patronato 0 - 4 El Linqueño (2006-07).
    - Mejor ubicación: Campeón (2007-08).
    - Peor ubicación: Eliminado en 1.ª fase (2003-04).

## Clásicos

### Clásico Entrerriano
Es una rivalidad moderna que mantiene con el Club Gimnasia y Esgrima (Concepción del Uruguay) (quien tiene por clásico rival al Club Atlético Uruguay). Se han jugado 31 partidos en los cuales Patronato ha ganado 12, convirtiendo 38 goles; Gimnasia se impuso en 11, con 37 goles; y empataron en 8 ocasiones.
El primer enfrentamiento tuvo lugar en 1978 por el Torneo Regional (clasificatorio al Torneo Nacional). Fue el 19 de febrero de ese año, y fue victoria para Patronato como visitante por 5 a 4. Tan sólo una semana después se disputaría la revancha, en la que volvió a ganar el equipo paranaense, esta vez como local, por 1 a 0. El primer triunfo para Gimnasia llegaría en el tercer enfrentamiento, como local, el 4 de noviembre de 1984.
Luego se continuarían encontrando esporádicamente en la disputa de los viejos Torneos del Interior y del Torneo Argentino A. En 1998 comenzaría un paréntesis por el ascenso de Gimnasia a la Primera B Nacional, que se prolongaría por diez años por el posterior descenso de Patronato al Torneo Argentino B. En 2008 y 2009 vuelven a encontrarse en el mismo grupo, asegurando cuatro enfrentamientos en cada temporada.
Historial en el profesionalismo
| Rival          | PJ | PG | PE | PP | GF | GC | Dif |
| -------------- | -- | -- | -- | -- | -- | -- | --- |
| Gimnasia (CdU) | 31 | 12 | 8  | 11 | 38 | 37 | +1  |

| PJ: partidos jugados | PG: partidos ganados | PP: partidos perdidos | PE: partidos empatados | GF: goles a favor | GC: goles en contra | DIF: diferencia de partidos a favor |

### Clásico Paranaense
Patronato desde la década de 1970 pasó a tener una gran rivalidad con el Club Atlético Paraná, al punto que al partido se lo denomina clásico paranaense, el cual es considerado un clásico moderno, ya que el clásico histórico (original) de su rival es el Club Atlético Belgrano de Paraná. Contra el gato ha disputado numerosos partidos por la Liga Paranense de Fútbol y solo algunos en el marco de un torneo a nivel nacional, ya que a lo largo de la historia se han encontrado compitiendo en distintas categorías. Siendo en la temporada 2002/03 del Torneo Argentino B la primera vez que se enfrenta a nivel nacional, así también se midieron en la temporada 2003/04 y 2005/06 de mencionado torneo. Durante la temporada 2015 se enfrentan en la B Nacional por primera vez, siendo Patronato el ganador de ambos partidos (2-0 y 2-1).
Historial en el profesionalismo
| Rival           | PJ | PG | PE | PP | GF | GC | Dif |
| --------------- | -- | -- | -- | -- | -- | -- | --- |
| Atlético Paraná | 10 | 5  | 5  | 0  | 12 | 6  | +5  |

| PJ: partidos jugados | PG: partidos ganados | PP: partidos perdidos | PE: partidos empatados | GF: goles a favor | GC: goles en contra | DIF: diferencia de partidos a favor |

### Clásico Patronato-Belgrano
Una rivalidad que se generó "por herencia" fue la de Patronato con el Club Atlético Belgrano, la otra institución más antigua de la ciudad de Paraná. Los encuentros entre el patrón y el mondonguero son vividos con gran intensidad, aún teniendo en cuenta el hecho de que ambos comparten rivalidad con el Club Atlético Paraná.

### Otras rivalidades
Otra gran rivalidad del rojinegro en el ámbito liguista es contra el Club Sportivo Urquiza por conflicto entre hinchadas y definiciones apasionantes del torneo de la Liga Paranaense de fútbol. Si bien Sportivo no es su clásico, hay una gran rivalidad entre estos clubes.
Asimismo y con el transcurso de los años y las competencias se creó importante rivalidad con los equipos de Rafaela, tanto con Atlético Rafaela, 9 de julio y Ben Hur de esa localidad santafesina, así como también Unión de Santa Fe, Rosario Central, Boca Unidos de Corrientes e Instituto de Córdoba.

## Palmarés

### Torneos nacionales (1)
| Organizados por AFA       | Organizados por AFA | Organizados por AFA |
| Competición               | Títulos             | Subcampeonatos      |
| ------------------------- | ------------------- | ------------------- |
| Ligas                     |                     |                     |
| Segunda División (0/1)    |                     | 2015.               |
| Tercera División (1/1)    | 2009-10.            | 2008-09.            |
| Cuarta División (1/0)     | 2007-08.            |                     |
| Copas                     |                     |                     |
| Copa Argentina (1/0)      | 2022.               |                     |
| Supercopa Argentina (0/1) |                     | 2022.               |

### Torneos regionales (34)
| Organizados por LPF y FEF        | Organizados por LPF y FEF | Organizados por LPF y FEF |
| Competición                      | Títulos | Subcampeonatos            |
| -------------------------------- | --- | ------------------------- |
| Liga Paranaense de Fútbol (33/0) | 1942, 1945, 1950, 1953, 1954, 1955, 1957, 1960, 1965, 1968, 1969, 1972, 1973, 1977, 1984, 1988, 1989, Ap. 1990, Cl. 1991, Ap. 1992, Cl. 1992, Cl. 1993, Ap. 1994, Cl. 1994, Ap. 1995, Ap. 1998, Cl. 2000, Ap. 2002, Ap. 2007, Cl. 2007, C. 2023, S. 2023, C. 2024. |                           |
| Copa Entre Ríos (0/1)            | | 2000.                     |

| Organizados por LPF y LSF   | Organizados por LPF y LSF | Organizados por LPF y LSF |
| Competición                 | Títulos                   | Subcampeonatos            |
| --------------------------- | ------------------------- | ------------------------- |
| Copa Túnel Subfluvial (1/0) | 2025.                     |                           |

## Jugadores

### Plantel 2025
- Actualizado el 30 de julio de 2025

- Los equipos argentinos están limitados a tener un cupo máximo de seis jugadores extranjeros, aunque solo cinco podrán firmar la planilla del partido.

#### Altas
| Invierno                |                |                                |                      |
| Alan Sosa               | Guardameta     | Tigre                          | Préstamo             |
| Marcos Enrique          | Centrocampista | Quilmes                        | Libre                |
| Guillermo Sánchez       | Delantero      | Racing de Córdoba              | Libre                |
| Verano                  |                |                                |                      |
| Juan Pablo Mazza        | Guardameta     | Santamarina de Tandil          | Libre                |
| Facundo Díaz            | Defensa        | Almagro                        | Traspaso             |
| Ian Escobar             | Defensa        | San Miguel                     | Libre                |
| Fernando Moreyra        | Defensa        | Deportivo Morón                | Libre                |
| Julián Navas            | Defensa        | Colón de Santa Fe              | Libre                |
| Santiago Piccioni       | Defensa        | Fénix                          | Regresa del préstamo |
| Santiago Gallucci Otero | Centrocampista | All Boys                       | Libre                |
| Emanuel Moreno          | Centrocampista | Agropecuario de Carlos Casares | Libre                |
| Brian Nievas            | Centrocampista | Chaco For Ever                 | Regresa del préstamo |
| Matías Pardo            | Centrocampista | Atlético Rafaela               | Libre                |
| Alan Sombra             | Centrocampista | Sacachispas                    | Préstamo             |
| Federico Castro         | Delantero      | Independiente Rivadavia        | Libre                |
| Julián Marcioni         | Delantero      | Agropecuario de Carlos Casares | Libre                |

#### Bajas
| Invierno             |                |                                |                       |
| Joaquín Varela       | Defensa        | Gimnasia y Esgrima de Jujuy    | Rescisión de contrato |
| Verano               |                |                                |                       |
| Julio Salvá          | Guardameta     | Deportivo Morón                | Fin de contrato       |
| Mateo Burdisso       | Defensa        | Delfín                         | Rescisión de contrato |
| Martín Ferreyra      | Defensa        | Olimpo de Bahía Blanca         | Fin del préstamo      |
| Joel Ghirardello     | Defensa        | Acassuso                       | Fin de contrato       |
| Diego Martínez       | Defensa        | Deportivo Madryn               | Fin de contrato       |
| Juan Perotti         | Defensa        | Città di Isernia               | Fin de contrato       |
| Emiliano Purita      | Defensa        | Arsenal de Sarandí             | Fin de contrato       |
| Brayam Sosa          | Defensa        | Comerciantes Unidos            | Fin de contrato       |
| Arnaldo González     | Centrocampista | Ciudad de Bolívar              | Fin de contrato       |
| Ezequiel González    | Centrocampista | Mitre de Santiago del Estero   | Fin de contrato       |
| Emanuel Maciel       | Centrocampista | ADA Jaén                       | Fin de contrato       |
| Gustavo Turraca      | Centrocampista | San Miguel                     | Fin de contrato       |
| Franco Coronel       | Delantero      | Agropecuario de Carlos Casares | Fin de contrato       |
| Emanuel Dening       | Delantero      | San Miguel                     | Fin de contrato       |
| Mariano Meynier      | Delantero      | Unión de Santa Fe              | Fin del préstamo      |
| Fabricio Sanguinetti | Delantero      | Deportivo Morón                | Fin de contrato       |
| José Valencia        | Delantero      | FC Cajamarca                   | Rescisión de contrato |

#### Cesiones
| Jugador              | Posición       | Destino                  | Fin del préstamo |
| -------------------- | -------------- | ------------------------ | ---------------- |
| Matías Caballero     | Guardameta     | Sportivo Las Parejas     | 31-12-2025       |
| Franco Rivasseau     | Guardameta     | Los Andes                | 31-12-2025       |
| Santiago Piccioni    | Defensa        | Sarmiento de Resistencia | 31-12-2025       |
| Agustín Ramos        | Defensa        | El Linqueño              | 31-12-2025       |
| Benjamín Bravo       | Centrocampista | Sol de América           | 31-12-2025       |
| Pablo Hofstetter     | Centrocampista | Gimnasia y Esgrima (CdU) | 31-12-2025       |
| Brian Nievas         | Centrocampista | Chaco For Ever           | 31-12-2026       |
| Agustín Cardoso      | Delantero      | Germinal de Rawson       | 31-12-2025       |
| Sebastián Malimberni | Delantero      | Gimnasia y Esgrima (CdU) | 31-12-2025       |

## Presidentes
| Presidentes de Patronato |
| |
| - Arturo Casalongue (1938-1942) - Miguél Ángel Torrealday (1942-1946) - Óscar Ronchi (1947-1950) - José Ríos (1950-1951) - Francisco Alsina (1952-1955) - Julio Venturino (1955-1957) - Mario Mathieu (1957-1961) - Francisco Mangioni (1961-1963) - Mario Mathieu (1963-1965) - Manuel Hernández (1965-1968) - Fernando Pascual Gan (1968-1987) - Roberto Carlos Quinodoz (1987-1991) - Hugo Molina (1991-1995) - Roberto Carlos Quinodoz (1995-1996) - Alcides Juan Papaleo (1996-2000) - Osvaldo Tarzia (2000-2005) - Miguél Ángel Hollman (2005-2009) - José Gómez (2009-2016) - Miguél Ángel Hollman (2016-2021) - Esteban Quinodoz (2021) - Oscar Lenzi (2021-2023) - Dante Molina (2023-presente) |
| |

## Entrenadores
| Entrenadores de Patronato |
| |
| - 1996-1997: Alcides Merlo - 1997: Hugo Pedraza - 1997-1998: Gustavo Alfaro - 1998-1999: Marcelo Fuentes - 1999-2000: Adalberto Tobaldo - 2000-2001: Pablo Comelles - 2001: Gerardo Reinoso - 2001-2002: Alcides Merlo - 2002: Juan Amador Sánchez - 2002-2003: Adalberto Tobaldo - 2004: Juan Ramón Comas - 2004: Frank Darío Kudelka - 2004-2005: Héctor Bentrón - 2005-2007: Luis Murúa - 2007-2008: Edgardo Cervilla - 2008-2009: Darío Tempesta - 2009: Miguel Amaya - 2010: Marcelo Fuentes - 2010: Ricardo Zielinski - 2011-2012: Marcelo Fuentes - 2012-2013: Luis Medero - Claudio Marini - 2013: Diego Osella - 2014: Sergio Lippi - 2014: Marcelo Fuentes - 2015: Iván Delfino - 2016-2017: Rubén Forestello - 2017-2018: Juan Pablo Pumpido - 2018-2019: Mario Sciacqua - 2019-2020: Gustavo Álvarez - 2020-2022: Iván Delfino - 2022: Facundo Sava - 2022-2023: Walter Otta - 2023: Rodolfo De Paoli - 2023-2024: Wálter Perazzo - 2024: Diego Pozo |
| |

## Otros deportes

### Básquet
El club Patronato, nacido en un barrio muy popular de Paraná, desde sus inicios se sintió inclinado a la práctica del básquet. Fue así como un grupo de asociados, allá por el año 1949, dieron los primeros pasos que habrían de significar la práctica oficial de Básquet en Patronato. En esa época, la sede del club estaba en calle Churruarín. y se comenzaron las tareas de construir una cancha. Hasta que el 12 de diciembre de 1951, la Asociación Paranaense de Básquetbol aceptó la afiliación del Club y la habilitación de la flamante cancha. Muy pronto se observó el crecimiento de este deporte en el club y se hizo posible la formación de diversas divisiones, que participaron en los torneos oficiales de la A.P.B. Esta cancha desaparecería, luego, con la apertura de la calle Esteban Rams, sobre la cual estaba emplazada. No obstante ello el equipo siguió participando, con mucho entusiasmo, sacrificio y tenacidad, deambulando por canchas de clubes amigos, para poder continuar las prácticas y oficiar de locales en los partidos oficiales.
En 1959 se habilita la nueva cancha de básquet, en el campo de deportes del club en calle Presbítero Grella. Nuevamente en casa, los jugadores continúan su tenaz perseverancia, organizando diversos torneos y participando activamente de los eventos organizados desde la A.P.B.
Alrededor de 25 años duró la vigencia del básquet en Patronato, destacándose las actuaciones de varios equipos. La actividad basquetbolistica oficial de Patronato continuó hasta el año 1977, en que se produce la desafiliación de la A.P.B.
Luego de un prolongado período, y con varios intentos frustrados de reflotar el básquet en el club, un grupo de padres se pone al frente de la Sub- comisión y comienza, allá por mediados de 1998* , con un arduo trabajo de reorganizar la práctica de este deporte y se decide emprender un trabajo a largo plazo, con la formación de jugadores propios del club y se reúnen apenas 20 niños de muy corta edad. En un muy corto plazo de tiempo, como sucediera antaño, se observa un notable crecimiento de la disciplina y en el año 2001 el club logra su re-afiliación a la A. P. B. En el año 1992 Patronato vuelve a competir oficialmente en los torneos de la A. P. B., pero ya se venía trabajando en distintas categorías desde 1991 bajo las órdenes del DT Jorge Tito Zuttion. En Pre Mini, Mini, Infantil, Cadete y Juvenil en dicho año Patronato vuelve a la competencia Oficial.
m

### Sóftbol
El deporte de los bates se incorpora a Patronato en el año 1973, cuando un grupo de jugadores de divisiones inferiores pertenecientes al Club Softbol Play, junto con algunos de primera división de otras instituciones, con domicilio en las inmediaciones del club, decide formar un equipo de primera división y uno de segunda, uno de cuarta y también la división femenina. Dicha idea fue coronada por el éxito, ya que la primera división conquistó el título oficial de la APS (Asociación Paranaense de Softball) de 1973. Los integrantes de ese primer equipo campeón fueron: Oscar Bolzán, Héctor Barbero, Miguel Farías, Juan Godoy, Andrés Meglio, Miguel Pressenda, Alberto Brasseur, Horacio Olivera, César Montero, Oscar Ruberto y Héctor Batistuta.
Desde aquel comienzo Patronato ha obtenido el campeonato Oficial de la APS en numerosas ocasiones, llegando a la cúspide del softball nacional al obtener los Campeonatos Argentinos de los años 2001, 2005, 2007 y 2010.